# America 2-Night
America 2-Night est une série télévisée comique américaine en soixante-cinq épisodes de 22 à 24 minutes, diffusés entre le 10 avril et le 7 juillet 1978 en syndication. Elle est créée par Norman Lear et produite par Alan Thicke et constitue la suite de la série Fernwood 2 Night.
Tout comme dans Fernwood 2 Night, Martin Mull incarne le présentateur Barth Gimble et Fred Willard son compagnon Jerry Hubbard. Frank De Vol revient également comme le leader du groupe de musique Happy Kyne.

## Fiche technique
Sauf indication contraire, les informations mentionnées dans cette section peuvent être confirmées par la base de données cinématographiques IMDb,  présente dans la section « Liens externes ».
- Titre original : America 2-Night
- Réalisation :
- Scénario : John Boni, Tom Dunsmuir, Bob Illes, Wayne Kline, Tom Moore, Harry Shearer, James R. Stein, Jeremy Stevens, Norman Stiles, Alan Thicke et Dan Wilcox
- Photographie : George Spiro Dibie
- Musique : Frank De Vol
- Casting :
- Montage :
- Décors :
- Production : Alan Thicke et Bob Illes
- Sociétés de production : T.A.T. Communications Company
- Société de distribution : T.A.T Communications Company
- Chaîne d'origine : Syndication
- Pays d'origine :  États-Unis
- Langue originale : anglais
- Genre : Comédie, talk-show parodique
- Durée : 22–24 minutes

## Distribution

### Acteurs principaux
- Martin Mull : Barth Gimble
- Fred Willard : Jerry Hubbard
- Bill Kirchenbauer : Tony Rolletti

### Invités

#### Personnages
- Kenneth Mars : W.D. Prize
- Jim Varney : Virgil Simms
- Robin Williams : Jason Shine
- Paul Wilson : Chuck Emmitt Saugis
- Frank De Vol : le leader de Happy Kyne
- Sandra Bernhard : la moine punk
- Gary Coleman : Wayne Coleman
- Alan Thicke : Doug

#### Eux-mêmes
Vincent Price, Bella Abzug, Jack Albertson, Steve Allen, Barbi Benton, Milton Berle, Karen Black, Joyce Brothers, Gary Burghoff, Carol Burnett, Robert Conrad, Billy Crystal, Barbara Eden, Barbara Feldon, Peter Frampton, Steve Garvey, Alice Ghostley, Melissa Gilbert, George Gobel, Karen Lynn Gorney, Mark Hamill, Sherman Hemsley, Charlton Heston, Arte Johnson, Harvey Korman, Burt Lancaster, David Lander, Shari Lewis, Paul Lynde, Michael McKean, Roger Miller, Rita Moreno, Anne Murray, Jim Nabors, Carl Reiner, Rob Reiner, Joan Rivers, Isabel Sanford, Elke Sommer, Jill St John, Connie Stevens, McLean Stevenson, Twiggy, Loudon Wainwright III, Andy Williams et Cindy Williams

## Épisodes
1. 60 Seconds of Fame
2. Help Every Little Person
3. George Gobel
4. Celebrity Night
5. Phyllis Diller
6. White House Paper Shredder
7. A Date with a Star
8. Barbara Feldon & Jason Shine
9. The Pines and Susan Elliot
10. Vincent Price
11. Anne Murray
12. Lose Weight Fast
13. Vicki Carr
14. Pharaoh Fawcett and the Sphinx
15. Norman Fell
16. The Condensed Bible
17. Cindy Williams
18. The Singing Dentist
19. New Talent
20. Abe Vigoda
21. Mr. City of Merchandise
22. Urban Poverty Consultant
23. Fighting Fright
24. The Benefits of Sugar
25. Gaylord and Holiday
26. Russia
27. Tony Rolletti
28. Mission Army Band
29. Roger Miller
30. Susan Cloud
31. Carol Burnett
32. Legalizing Prostitution
33. Ernest Twilley
34. Rolletti-Sherwood Wedding
35. Wedding Reception
36. McLean Stevenson
37. Jean's House of Cakes
38. The New PTA
39. The El Tijo Ballet Co.
40. UBS Lifetime Achievement Award
41. I Am Democracy
42. Fernwood Reunion
43. Surfin' to Heaven
44. Ted Jennings
45. Daredevil Virgil Simms
46. Punk Monks
47. Barth's Memoirs
48. Rolletti-Sherwood Divorce
49. Falafel-on-a-Stick
50. Punk Country
51. Olfactory Distosis Telethon
52. Oral Smoke Alarm
53. Hostage Crisis
54. Monty Hale
55. Big Turkey and Super Quack
56. Steve Garvey
57. Karen Black
58. The UBS Story
59. UBS Awards Ceremony
60. Connie Stevens
61. Taters the Clown
62. Man of the Year Award
63. Martin Mull